# Karavela

Karavela je majhna, lahko vodljiva jadrnica, ki so jo konec 15. stoletja razvili  v Španiji in na Portugalskem. Imela je dva ali 3 jambore z latinskimi ali križnimi jadri (caravela latina oziroma caravela redonda). Karavela se je razvila iz arabske qaribe, ki so jo uporabljali andaluzijski Berberi v 13. stoletju. 

## Zgodovina
Karavelo so razvili na Sredozemlju in kmalu je postala najbolj priljubljeno plovilo portugalskih raziskovalcev. Portugalci so za plovbo ob zahodni afriški obali in na Atlantiku najprej uporabljali karake (nave), ki so bile umetnine srednjeveškega ladjedelstva. Karake zaradi svoje velikosti in velikih križnih jader mnogokrat niso bile dovolj vodljive za plovbo ob obali in po neznanih vodah. Za takšno plovbo so pomorščaki raje izbrali karavelo, barko ali barinelo, ki so imele izpodriv od 50 do 200 ton. Karavela je bila dovolj majhna, da je lahko plula v plitvih obalnih vodah in po rekah v notranjanjost celine. Različica s trikotnimi latinskimi jadri je lahko hitro plula po plitvih vodah in globoko v veter, različica s kvadratnimi atlantskimi jadri pa je bila zelo hitra. Karavela je bila zaradi svoje gospodarnosti, hitrosti in okretnosti najboljša jadrnica svojega časa. Pomorske raziskave, ki so jih opravili ravno s karavelami, so Portugalcem in Špancem odprle pot do trgovine z začimbami. Za trgovanje samo so bile karavele premajhne, zato so jih kmalu nadomestile karake.

## Opis
Karavela je imela običajno dva ali tri, kasneje tudi štiri jambore z latinskimi jadri. Prve karavele so imele dva jambora in izpodriv okrog 50 ton. V povprečju so bile dolge 20 do 30 metrov, razmerje med dolžino in širino pa je bilo okrog 3,5:1. Trup je bil eliptične oblike, zato je bila ladja zelo hitra in okretna, vendar je zaradi majhne prostornine lahko vkrcala omejeno količino tovora. Proti koncu 15. stoletja so karavelo včasih malo prilagodili in jo opremili podobno kot karako. Dodali so ji prednje jadro, pravokotno glavno jadro in latinski krmni jambor, ne pa tudi dvignjenega prednjega krova in velikega zadnjega krova, ki bi jo upočasnila. Takšen tip karavele so imenovali caravela redonda (okrogla karavela), ker je bilo napeto glavno jadro okrogle oblike. 
Takšne ladje je imel Krištof Kolumb, ko se je leta 1492 odpravil v Ameriko. Njegova poveljniška ladja Santa Maria je bila karaka, Pinta in  Niña pa sta bili malo večji karaveli z dolžino okrog 30 metrov, širino 6 metrov in izpodrivom okrog 100 ton.
V prvi polovici 16. stoletja so Portugalci zgradili posebno vojno ladjo, ki so jo tudi imenovali caravela redonda, s katero so spremljali trgovske ladje na poti v Brazilijo in Vzhodno Indijo. Ladja je imela na prednjem jamboru pravokotno jadro, na ostalih treh jamborih pa latinska jadra. Trup je bil podoben galeonovemu. Nekateri poznavalci trdijo, da je bila ta ladja predhodnica vojnih galeonov, ki so jih uporabljali vse do 18. stoletja.